# Pluto allo zoo
Pluto allo zoo (Pluto at the Zoo) è un film del 1942 diretto da Clyde Geronimi. È un cortometraggio animato della serie Pluto, prodotto dalla Walt Disney Productions e uscito negli Stati Uniti il 20 novembre 1942, distribuito dalla RKO Radio Pictures.

## Trama
Pluto, con un piccolo osso in bocca, passa davanti allo zoo e vede il grande osso del leone che dorme. Così butta via il suo osso e ruba quello del leone. Non riesce però a far passare l'osso attraverso le sbarre ed è costretto a scavare un tunnel, sbucando nella gabbia del canguro, che lo calcia, facendolo atterrare in quella del gorilla. Pluto sviene per la paura e il primate lo usa come se fosse un giocattolo, facendolo finire nello stagno dei coccodrilli. Il cane rinviene ed è costretto ad affrontare i rettili, rischiando più volte di venir divorato. Riesce però a scappare, così restituisce l'osso al leone e se ne va dopo aver ripreso il suo ossicino.

## Distribuzione

### Edizioni home video

#### VHS
- Serie oro - Pluto (ottobre 1985)[1]
- Cartoons Disney 6 (dicembre 1985)[2]
- Sono io... Pluto (marzo 1990)[3]
- Qua la zampa, Pluto (giugno 2000)[4]

#### DVD
Il cortometraggio è incluso nel DVD Walt Disney Treasures: Pluto, la collezione completa - Vol. 1.